# Não desculpa
Um pedido de desculpas sem desculpas, às vezes chamado de desculpas indiretas, é uma declaração na forma de um pedido de desculpas que não expressa remorso pelo que foi feito ou dito, ou atribui culpa àqueles que recebem o pedido de desculpas. É comum na política e nas relações públicas.
Por exemplo, dizer "Sinto muito que você se sinta assim" para alguém que foi ofendido por uma declaração é um pedido de desculpas sem desculpas. Não admite que haja algo de errado com as observações feitas e pode insinuar que a pessoa se ofendeu por motivos hipersensíveis ou irracionais. Outra forma de não pedir desculpas não é pedir desculpas diretamente à parte lesada ou insultada, mas genericamente "a qualquer pessoa que possa ter sido ofendida".
Declarações de pseudodesculpas que não comunicam responsabilidade por palavras ou ações podem ser expressões significativas de arrependimento, mas tais declarações também podem ser usadas para obter perdão sem reconhecer a culpa.

## Como tática
As tipologias de pedido de desculpas observam que cobrem uma variedade de situações e graus de arrependimento, remorso e contrição, e que o sucesso deve ser medido pelo resultado do pedido de desculpas, e não pelo grau de contrição envolvido. Deborah Levi oferece as seguintes possibilidades:
- Pedido de desculpas tático — quando uma pessoa acusada de uma transgressão oferece um pedido de desculpas que é retórico e estratégico — e não necessariamente sincero
- Desculpas explicativas — quando uma pessoa acusada de uma transgressão oferece um pedido de desculpas que é meramente um gesto destinado a contrariar uma acusação de transgressão. Na verdade, pode ser usado para defender as ações do acusado
- Desculpas formalísticas — quando uma pessoa acusada de delito oferece um pedido de desculpas após ser admoestada a fazê-lo por uma figura de autoridade — que também pode ser o indivíduo que sofreu o delito
- Desculpas com final feliz — quando uma pessoa acusada de uma transgressão reconhece plenamente a responsabilidade pela transgressão e sente genuinamente remorso

Embora o pedido de desculpas sem desculpas seja claramente inadequado para situações em que uma expressão de remorso, contrição e mudança futura são obviamente desejáveis (por exemplo, o pedido de desculpas de "final feliz"), ele pode ser extremamente útil em situações em que pouco pode ser feito para amenizar o ofensa aparente ou impedir sua repetição, como quando uma companhia aérea pede desculpas por um atraso, sabendo que uma futura repetição é inevitável. Tais desculpas táticas podem ter efeitos benéficos simplesmente por meio da validação das emoções da parte ofendida: elas respondem à necessidade humana básica de emoções desagradáveis serem reconhecidas e reconhecidas como importantes, enquanto protegem a parte aparentemente ofensora de uma expressão de remorso. Os negociadores costumam usar essa tática para acalmar situações tensas: "um pedido de desculpas pode acalmar as emoções de forma eficaz, mesmo quando você não reconhece a responsabilidade pessoal pela ação ou admite a intenção de prejudicar. Um pedido de desculpas pode ser um dos investimentos menos onerosos e mais recompensadores que você pode pode fazer".